# Al Fagr
Ne pas confondre avec le journal palestinien : Al-Fajr.
Pour les articles homonymes, voir Fadjr.
Al Fagr (الفجر, L'Aube ; aussi Al Fager ou Al Fajr) est un journal égyptien indépendant créé en 2005 par le journaliste Adel Hammouda (ar).
Avant que la crise internationale des caricatures de Mahomet ne soit apparue, le 17 octobre 2005, le journal Al fagr avait publié six des douze caricatures du Jyllands-Posten.